# Batalla de Saint-Denis-la-Chevasse
La batalla de Saint-Denis-la-Chevasse va tenir lloc el 27 de novembre de 1795 durant la guerra de Vendée.

## Preludi
L'octubre de 1795, el general republicà Lazare Hoche va ordenar que les seves columnes marxessin contra les darreres tropes de Charette. Els Vendéans, afeblits, buscaven en general evitar el combat.
Segons el general Gratien, Charette va patir una derrota el 17 de novembre, però no es va especificar el lloc del combat.5. El dia 18, el general de Vendée va ser denunciat al capdavant de 700 homes a Chauché, prop del bosc de Graslas, després a Saligny, on va ser atacat per la columna de Travot, que el dia abans havia sortit de La Mothe-Achard. Charette pretén acceptar la lluita, abans de retirar-se al Bois des Gâts. Travot es va posicionar al aiguamoll de Jouinos, després va marxar l'endemà cap a La Ferrière pel Bois des Gâts, on es va trobar i va fer fugir amb genets i alguns infants de la Vendée. Va capturar dos cotxes que contenien "molta medicina i roba". Tanmateix, va abandonar la persecució, per por que un comboi de subministraments portat per Delaage fos atacat per Caillaud.
Charette es va traslladar a Sainte-Flaive-des-Loups, on es va informar el 21 de novembre. Després es va trobar amb Sapinaud a La Gaubretière el 23 o 24 de novembre i li va prestar algunes tropes i cavalleria per a la batalla de Landes-Genusson.
El 24 de novembre, Hoche va ordenar a l'ajudant general Delaage que no abandonés "Charette durant una hora sol". El dia 25, va escriure al ministre de la Guerra: "Tinc l'honor d'informar-te que dos canons de bronze i una culebrina acabaven de ser retirats de Charette pel valent adjunt general Delaage que, dos dies abans, havia matat a cent cinquanta homes, entre ells diversos emigrants i desertors. La ubicació d'aquesta acció és, però, desconeguda. A les seves memòries, l'oficial de Vendée Pierre-Suzanne Lucas de La Championnière indica que el combat de Saint-Denis-la-Chevasse va ser la primera trobada real des de la batalla de Saint-Cyr-en-Talmondais {nota, 1}

## Forces presents
L'historiador Lionel Dumarcet estima les forces republicanes entre 1.000 i 1.500 homes i les forces de la Vendée de Charette entre 1.500 i 2.000 homes.

## Procés
El 27 de novembre de 1795, les tropes de Delaage i Charette es van trobar prop de Saint-Denis-la-Chevasse. {nota, 2.} La lluita va començar no lluny del castell de Chatenay. Segons el relat de Pierre-Suzanne Lucas de La Championnière, els Vendéans van reconèixer malament el nombre dels seus adversaris i van avançar de manera temerària. Després de perseguir uns quants endarrerits, es van trobar amb el gruix de les forces republicanes per sobre d'un camí enfonsat. Aleshores, els patriotes avancen a tota velocitat i posen en fuga els reialistes després d'un tiroteig de mitja hora.
Els Vendéans es van retirar aleshores al Bois des Gâts, després a Belleville, que es van veure obligats a abandonar als republicans pocs dies després. Segons el republicà André Mercier du Rocher, Charette va perdre tota la seva correspondència durant aquest afer.

## Pèrdues
El 3 de desembre, el general Hoche va escriure al general Grouchy: "Hem perdut cinquanta-set homes en dos assumptes; La Robrie hi va ser assassinat, juntament amb diversos altres líders". L'"Universal Monitor" per la seva banda dona el 18 de Frimaire, és a dir, el 8 de desembre, un balanç de 57 morts i 32 ferits en dues accions contra Charette realitzades al voltant del dia 10.